# Ígor Shulepov
Ígor Yúrievich Shulepov (en ruso Игорь Юрьевич Шулепов; Ekaterimburgo, Rusia, 16 de noviembre de 1972) es un exjugador profesional de voleibol ruso.

## Biografía
Empieza a jugar en el equipo de su ciudad, el Lokomotiv Izumrud con 17 años y en diez temporadas consigue ganar una copa y un campeonato de Rusia. Tras una temporada en el equipo japonés de los JT Thunders se marcha a Italia donde juega por dos temporadas en el Pallavolo Parma y otras dos en el Trentino Volley. En 2004 regresa a Rusia en el VK Zenit Kazán con el cual gana otro campeonato y otras dos copas de Rusia en tres temporadas antes de fichar por el Gazprom Surgut por cuatro temporadas. En 2011/2012 juega su undécima y última temporada con el Lokomotiv Izumrud y el año siguiente es contratado por el VKL Novosibirsk con el cual consigue ganar la Champions League 2012/2013 derrotando el PV Cuneo en la final disputada en Novosibirsk. Acaba su larga carrera en 2013/2014 con la camiseta del VK Gubernija logrando llegar hasta la final de la Copa CEV donde es derrotado por el París Volley; en verano 2014 con 41 años se retira del voleibol.
Con la selección de Rusia disputa 157 partidos entre 1995 y 2004, acabando en segunda posición la Eurocopa de 1999 y la Liga Mundial de 2000 siendo sempre derrotado por Italia. Participa también en dos ediciones de los Juegos Olímpicos (1996 y 2000) ganando la medalla de plata en la edición de  Sídney 2000 tras la derrota por 3-1 por mano de la selección de Yugoslavia.

## Palmarés
- Campeonato de Rusia (2): 1998/1999, 2006/2007
- Copa de Rusia (3): 1999, 2004, 2007
- Champions League (1): 2012/2013